# رالسویک
رالسویک (به آلمانی: Ralswiek) یک شهر در آلمان است که در فرپومرن-روگن واقع شده‌است. رالسویک ۳۰۴ نفر جمعیت دارد.